# Ferran de Querol
Ferran de Querol y Bofarull (Reus, 1857-Tarragona, 1935) fue un abogado, político y escritor español.

## Biografía
De pequeño vivió en el Palacio Bofarull, que heredó de su madre, Misericòrdia de Bofarull. Siendo adolescente, su familia se trasladó a Tarragona. Se licenció en Derecho por la Universidad de Barcelona, ciudad en que residió unos años con su familia, huyendo de la inseguridad en el Campo de Tarragona debida a la tercera guerra carlista. Al volver a Tarragona, instaló un bufete de abogados. En 1886 se casó con la hija del Mariano Rius, conde de Rius y jefe del Partido Liberal. 
A diferencia de su padre, Ferran de Querol se dedicó a la política. De ideología conservadora, fue diputado provincial en varios periodos y presidió la corporación municipal. También fue gobernador civil interino en 1892 y alcalde de Tarragona al inicio de la dictadura de Primo de Rivera, Presidente del Cámara Agrícola Oficial, Comisario Regio de agricultura, industria y comercio, presidente de la Liga de Agricultores, vicecónsul de Austria y presidente de la Sociedad Arqueológica Tarraconense. Colaboró en periódicos y revistas, especialmente en la La Ilustració Catalana, y también en el Semanario Católico de Reus y La Cruz de Tarragona. En 1893 se quedó viudo, y en 1899 se volvió a casar con Dolors Duran, hija de una aristocrática familia de Barcelona. Entonces dejó la política y se dedicó a escribir. Según el erudito Joaquim Santasusagna, su escasa obra se caracteriza por sus cuadros de costumbres, sus precisas descripciones y su gusto por lo accesorio. La obra más conocida es Los Porpras: crónicas familiares del tiempo del rey Amadeo, publicada en Reus en 1930, donde habla de sus recuerdos de infancia en el palacio Bofarull de Reus y hace una descripción de los Bofarull (Los Porpras) y del periodo. Un hijo de su segundo matrimonio, Enric de Querol y Duran, fue el fiscal que acusó a Lluís Companys.

## Obras[4]
- Amor y fe: poesías catalanas. Tarragona: F. Arís, 1901.
- Clichés. Tarragona: F. Arís i fill, 1902.
- Herèu y cabalé: costums tarragoninas. Tarragona: Francisco Sugrañes, impresor, 1903.
- Montserrat: siluetas tarragoninas. Tarragona: Sugrañes impressor, 1904.
- Oratges de tardor: novela histórica. Reus: Imp. Sanjuán Germans, 1909.
- Los Porpras. crónicas familiares del tiempo del rey Amadeo. Reus: Imp. José Sanjuán, 1930.